# Hofigal
Hofigal Import Export este o companie din București care produce și comercializează produse naturale - medicamente, suplimente alimentare, cosmetice, substanțe farmaceutice active. Inginerul chimist Ștefan Manea a înființat firma Hofigal în anul 1990.
Motto: „Natura nu minte niciodata!”

## Parteneri in contracte de cercetare nationale[2]
- Bioing - Institutul de Bioinginerie, Biotehnologie si Protectia Mediului Bucuresti
- ICCF- Institutul National de Cercetare-Dezvoltare Chimico-Farmaceutica
- INCSB - Bucuresti
- UPB - Universitatea Politehnica Bucuresti
- INCDMI-Institutul Cantacuzino
- Facultatea de Medicina Veterinara - Bucuresti
- Facultatea de Biologie - Bucuresti
- Institutul Cantacuzino - Bucuresti
- IBNA - Institutul national de cercetare dezvoltare pentru biologie si nutritie animala
- USAMV - Universitatea de stiinte agronomice si medicina veterinara
- IVB-Institutul National Victor Babes
- UMF-Universitatea de Medicina si Farmacie
- ISPB-Institutul de Sanatate Publica
- IFA-Insitutul de fizica atomica
- Facultatea Chimie - Bucuresti
- Institutul Babes - Bucuresti
- Fabrica Chimica - Bistrita
- Fabrica Oleomet - Bucuresti
- Facultatea de Medicina - Brasov
- IPB (Institutul Proiectare Biotehnologii)
- Facultatea Farmacie - Bucuresti
- Institutul de Sanatate Publica - Bucuresti
- Institutul Fizica Atomica - Bucuresti

Număr de angajați în 2013: 500
Cifra de afaceri:
- 2006: 26,6 milioane lei (8 milioane euro)[4]
- 2005: 20,2 milioane lei (6,1 milioane euro)[4]